# 公安委員会
公安委員会（こうあんいいんかい）とは、警察の民主的運営と政治的中立性を確保するため、警察を管理する行政委員会。

## 概要
警察庁の管理のために、内閣総理大臣の所管のもとに国家公安委員会と、都道府県警察の管理を自治事務として行う都道府県公安委員会（地方自治法第180条の9、警察法第38条）とがある。
都道府県公安委員会は都道府県知事の所轄に置かれる。
北海道では、さらに、4つの方面本部ごとにこれを管理する方面公安委員会が設置されている。
庶務（事務）は国家公安委員会は警察庁、都道府県公安委員会は都道府県警察が行う。

## 権限
都道府県公安委員会は都道府県警察の運営を管理する権限を有する。公安委員会が警察の民主的運営と政治的中立性に鑑み、警察行政の大綱方針を定め、警察行政の運営がその大綱方針に則して行われるよう都道府県警察に対して事前事後の監督を行う。しかし、警察事務の執行が法令に違反し、あるいは国家公安委員会の定める大綱方針に則していない疑いが生じた場合には、その是正又は再発防止のため、具体的事態に応じ、個別的又は具体的に採るべき措置を指示し得る。その他、法令の規定に基づいて、運転免許証及びマイナ免許証、交通規制、風俗営業の許可、デモ行進の届出受理、古物商の許可、質屋の許可などの事務を行う。なお、警察の予算については、都道府県知事が調製し、都道府県議会の議決を要する。公安委員会には、他の行政委員会と同様、予算を作る権限はない。ただし知事に対し意見を述べることはできる。

### 風俗営業等に関する権限
風俗営業等の規制及び業務の適正化等に関する法律（以下「風営法」）では、いわゆる風俗営業を営もうとする者に対する許認可権限が都道府県公安委員会に与えられている（風営法第3条）。また特にパチンコ・パチスロに関しては、各パチンコ店が設置するパチンコ・パチスロ機が過度に射幸心を煽るものとなっていないことを示す検定の実施主体となる（風営法第20条4項）。実際の検定業務は保安通信協会（保通協）等の「指定試験機関」に委託されており、指定試験機関の型式検定に合格していて書類の提出等形式が整っていれば検定は通ることがほとんどだが、稀に指定試験機関をクリアしていても都道府県公安委員会の判断で検定が通らないこともある（2006年に『秘宝伝』（大都技研）が山梨県公安委員会の検定を通過できなかった件などが代表例）。
性風俗関連特殊営業に関しては、都道府県公安委員会は同営業を営もうとする者からの届出の提出先となるほか（風営法第27条等）、一定の条件を満たす場合に営業停止を命じたりすることができる（風営法第30条等）。この他深夜0時以降にアルコール類を提供する飲食店（酒類提供飲食店）についても都道府県公安委員会への届出が必要となる（風営法第33条）。

### 探偵業に関する権限
探偵業の業務の適正化に関する法律（以下「探偵業法」）では、いわゆる探偵・興信所業務を営もうとする者に対する許認可権限が都道府県公安委員会に与えられている。

### 運転免許証およびマイナ免許証の発行主体
運転免許証およびマイナ免許証は各都道府県公安委員会が交付するが、実際の業務は各都道府県警察交通部に委任されている。

### 駐車禁止除外標章の発行主体
歩行困難者の社会活動を促すため、駐車禁止を一部緩和する駐車禁止等除外標章を発行する権限を有している。

### 道路標識・道路標示・信号機の設置主体
道路交通法の規定により、道路標識、道路標示、信号機の設置主体となっている。ただし、実質的管理権は都道府県警察に委任されている。
道路標識は道路管理者も設置する事ができるが、同じ外見の道路標識について道路管理者が設置する場合と公安委員会が設置する場合とがあり、双方において適用法令や違反時の罰則が大きく異なる場合もある。（通行止め、自動車運転死傷行為処罰法など）
公安委員会は、特定の道路標識または道路標示による交通規制であって期間が1か月を超えないものを、警察署長に委任することができる（道路交通法5条、同施行令第3条の2）

## 委員の要件と任免
委員は当該都道府県の議会の議員の被選挙権を有する者で、任命前5年間に警察または検察の職務を行う職業的公務員の前歴のないもののうちから、議会の同意を得て知事が任命する。「当該都道府県の議会の議員の被選挙権を有する者」と定められていることから25歳以上の日本国籍所持者（国籍条項）で、当該都道府県の住民であることが要件になっている。
一県当たり3人の委員で組織される。ただし、東京都・北海道・京都府・大阪府および政令指定都市を含む県（宮城県・埼玉県・千葉県・神奈川県・新潟県・静岡県・愛知県・兵庫県・岡山県・広島県・福岡県・熊本県）は、2人（特定委員といわれる）を加えて、計5人の委員で組織される。政令指定都市を有する道府県の2人の特定委員は、当該政令指定都市の市長が市議会の同意を得て推薦した者について知事が任命する。特定委員は「指定市の議会の議員の被選挙権を有する者」と定められている。すなわち25歳以上の日本国民（国籍条項）で当該政令指定都市の住民であることが要件になっている。
- 静岡県・大阪府・福岡県のように2つの政令指定都市がある場合は、それぞれの政令指定都市の市長が1人ずつ推薦する。
- 神奈川県のように3つ以上の政令指定都市がある場合は、うち2つの政令指定都市の市長が1人ずつ推薦する。特定委員の1人が任期満了（再任を除く）または欠けた時に、まだ推薦したことのない政令指定都市、あるいは、推薦した特定委員が任期満了または欠けた日が最も古い政令指定都市、の市長が推薦する[5]。

北海道では、北海道公安委員会に5人（札幌市長が推薦した特定委員の2人を含む）、函館・旭川・釧路・北見の各方面公安委員会に3人ずつ計12人、合わせて17人の公安委員が任命されている。
「心身の故障のため職務の執行ができないと認める場合」「委員に職務上の義務違反その他委員たるに適しない非行があると認める場合」は知事は都道府県議会の同意を得て、罷免することができる（特定委員は当該政令指定都市市長と市議会の同意も必要）。また、都道府県の有権者の3分の1以上の署名を集めて請求して都道府県議会に付議し、議員の3分の2の定足数で4分の3以上の多数で同意があればリコールをすることができる。
- 任期は3年で2回の再任が可能（都合最長3期=9年）である。
- 委員長は委員の互選により任期は1年（再任可）。

## 苦情申出制度
警察法第79条に基づいて、警察職員の職務執行について苦情がある場合は、各都道府県の公安委員会に対し、署名または捺印の上、文書により苦情の申出をすることができる。この手続に関し必要な事項は国家公安委員会規則である苦情の申出の手続に関する規則において記載されている。警察を含む、そのほかの苦情申し立てについては請願法に基づく請願により行う。

### 制度上の定義
この制度における苦情とは、
- 警察職員が、職務執行において違法、不当な行為をしたり、なすべきことをしなかったことによって、何らかの不利益を受けたとして個別具体的にその是正を求める不服
- 警察職員の不適切な執務の対応に対する不平不満

以下のような申出はこの制度に含まれない。
- 当事者以外（目撃者など）の申出
- 匿名による申出
- 電子メールやファクシミリや口頭（電話を含む）での申出
- 個別具体的ではない、一般論的な苦情や意見の申し出

### 提出する文書
申出にかかる文書に所定の書式は無く、自由に記載してよい。ただし、制度上最低限必要な情報として下記のものが挙げられる。
1. 警察法第79条に基づいて、公安委員会に対し苦情の申出をするという表明文
2. 申出をした本人の氏名および署名または捺印
3. 申出をした本人の住所および連絡先
4. 苦情の内容（職務執行の日時及び場所、担当警察官の態様や行動、発言など、またその他の具体的内容）
5. 本人に生じた不利益や損害の具体的内容
6. 担当や関係する警察官または職員を特定するための情報（所属や階級、氏名や識別番号など）
7. そのほか参考となる事項

申出者の氏名、住所、連絡先は、申出に対して公安委員会が文書による報告を行うために必要な情報で、苦情の申出があったとき公安委員会は調査を行わなければならない。また、その内容に対し、どのような処置を行い、その結果がいかなるものかを申告者に文書によって報告しなければならない。申出た際に記載した個人情報は、行政機関の保有する個人情報の保護に関する法律に基づいて、目的外利用されない権利があり、公安委員会に請求することで開示、訂正及び利用停止を求めることができる。
苦情の内容や、生じた不利益、損害、関係者を特定する情報については、事実関係の調査やその後の処置に関して必要な情報となるため、可能な限り具体的に記載し、提出可能な物的証拠がある場合はその旨を記載する。警察官を特定する識別番号は、制服の識別章にあるアルファベットと数字の組み合わせで、階級および氏名は警察手帳に記載されているので、提示を求めて記録しておくとよい。

## 問題点
公安委員会の問題としては以下の主張がある。
- 事務局は警察本部庁舎（国家公安委員会も中央合同庁舎第2号館、つまり警察庁）に同居、庶務や事務職員も警察職員なので、制度として中立性や情報の機密が担保されていない。これがために公安委員会に市民からの書類が届く前に都道府県警察職員によって書類の受理遅滞や受理拒否が行われる事態が存在する。
- 都道府県知事や議会に警察に対する直接の権限がないため、警察不祥事が発生しても、公安委員会を介さなければ、真相究明を行うことができない。
- 実際の運用にあっては地元名士や財界有力者が公安委員に任命されるケースが少なくなく、警察や司法に精通していない者が就任してしまうという問題が指摘されている。そのような場合、委員が彼らの名誉職のようなポストにもなっており、委員会自体が強い権限を持っていてもメンバーに問題があり、うまく機能しないことが多いといわれている。

また、警察側の発言力が強いため、警察側の発言権や意向が全面優先され、警察主導で議事が決定してしまうことが全国においてしばしば発生しており、問題視されている。
実際、ほとんどの自治体において公安委員会は「目付役」でありながら警察側の意向に異議を唱えることがほとんどなく、都道府県において多かれ少なかれこの気質は存在している。国家側でも国家公安委員会と警察庁が意見対立することは滅多になく、大半の場合、警察庁側の意向は国家公安委員会に受け入れられている。
- 公安委員会側に刑事訴訟法や国家公安委員会規則等の各種警察行政に関する法的見解によって刑事行政の判断をする者が少ないため、警察法79条による都道府県警察の苦情申出が公安委員会に行われても、その対応に際して警察側の言い分がそのまま通るようになっている。これがために苦情申出制度が有効に機能していない面が存在する。